# Champagne Supernova
Champagne Supernova är en sång av Oasis, utgiven som singel den 13 maj 1996. Sången finns med på Oasis andra studioalbum (What's the Story) Morning Glory?, utgivet den 2 oktober 1995. "Champagne Supernova" nådde första plats på Billboard Alternative Songs.
Musikvideon regisserades av Nigel Dick.

## Medverkande
- Liam Gallagher – sång, tamburin
- Noel Gallagher – sologitarr, akustisk gitarr, e-bow, bakgrundssång
- Paul "Bonehead" Arthurs – kompgitarr, harmonium, piano
- Paul McGuigan – basgitarr
- Alan White – trummor, percussion